# كورامالو
كورامالو (بالإنجليزية: Kuramalu)‏ هي قرية تقع في أردبيل في إيران. يقدر عدد سكانها بـ 363 نسمة بحسب إحصاء 2016.